# دونالد ساسون
دونالد ساسون (بالإنجليزية: Donald Sassoon)‏ (مواليد 25 نوفمبر 1946، القاهرة) هو مؤرخ وكاتب بريطاني، وأستاذ التاريخ الأوروبي المقارن بكلية الملكة ماري (جامعة لندن).
مؤلف كتاب "مئة عام من الاشتراكية والإيطاليّة المعاصرة: الاقتصاد والمجتمع والسياسة منذ عام 1945"، وهو مساهم دائم في المنشورات البريطانية والأوروبيّة.

## مسيرته
وُلِد ساسون في العاصمة المصرية القاهرة، خلال الاحتلال البريطاني لمصر آنذاك، وكان يمتلك جواز سفر بريطاني. درس في باريس وميلانو ولندن والولايات المتحدة، وكان تلميذًا للكاتب البريطاني إريك هوبسباوم.
اشتغل ساسون باحثًا وأستاذًا مدعوًا في العديد من الجامعات والمؤسسات، مثل جامعة إنسبروك، وجامعة نيويورك، وجامعة كوينزلاند (بريزبان، أستراليا)، وكلية بوسطن وجامعة ترينتو. يتعاون مع الصحف المهمة في جميع أنحاء العالم، بما في ذلك (Il Sole 24 Ore). ترجمت أعماله إلى اثنتي عشرة لغة، وقد ألقى محاضرات في أكثر من عشرين دولة.

## أعماله
- 1986: إيطاليا المعاصرة: السياسة والاقتصاد والمجتمع منذ عام 1945 (Contemporary Italy: Politics, Economy and Society Since 1945)
- 1996: مئة عام من الاشتراكية والإيطاليّة المعاصرة: الاقتصاد والمجتمع والسياسة منذ عام 1945 (One Hundred Years of Socialism)
- 1996: الديمقراطية الاجتماعية في قلب أوروبا (Social Democracy at the Heart of Europe)
- 2006: ثقافة الأوروبيين: من عام 1800 وحتى وقتنا الحاضر (The Culture of the Europeans)
- 2007: موسوليني وظهور الفاشية (Mussolini and the Rise of Fascism)
- 2011: الموناليزا: تاريخ اللوحة الأكثر شهرة في العالم (Mona Lisa: The History of the World's Most Famous Painting)
- 2019: النصر القلق، تاريخ عالمي للرأسمالية 1860-1914 (The Anxious Triumph: A Global History of Capitalism)